# Марш-ан-Фамен
Марш-ан-Фаме́н (фр. Marche-en-Famenne, валлон. Måtche-el-Fåmene, люкс. Mark) — коммуна в Валлонии, расположенная в провинции Люксембург, округ Марш-ан-Фамен. Принадлежит Французскому языковому сообществу Бельгии. На площади 121,40 км² проживают 16 994 человека (плотность населения — 140 чел./км²), из которых 49,09 % — мужчины и 50,91 % — женщины. Средний годовой доход на душу населения в 2003 году составлял 11 443 евро.
Почтовый код: 6900. Телефонный код: 084.